# Microterangis humblotii
Microterangis humblotii là một loài thực vật có hoa trong họ Lan. Loài này được (Rchb.f.) Senghas mô tả khoa học đầu tiên năm 1985.